# 지상혁
지상혁(본명: 박상혁, 1988년 1월 5일 ~ )은 대한민국의 배우이다.

## 학력
- 한국예술종합학교 연극원 연기과

## 연기 활동

### 드라마
- 2013년 MBC 일일연속사극 《구암 허준》 ... 상화 역
- 2014년 SBS 수목드라마 《별에서 온 그대》
- 2014년 tvN 월화드라마 《로맨스가 필요해 3》 ... Bar 직원 역
- 2014년 SBS 월화드라마 《비밀의 문》 ... 이사 역
- 2018년 JTBC 금토드라마 《내 아이디는 강남미인》 ... 한국켈런 본부장 역

### 영화
- 2012년 《U.F.O.》 ... 김진우 역
- 2015년 《살인의뢰》 ... 신 형사 역

### 뮤직비디오
- 가비엔제이 - 핼쑥해졌대
- 임형주 - 애모